# Pentamera
Pentamera is een geslacht van zeekomkommers uit de familie Phyllophoridae.

## Soorten
- Pentamera beebei Deichmann, 1938
- Pentamera calcigera Stimpson, 1851
- Pentamera charlottae Deichmann, 1938
- Pentamera chierchiae (Ludwig, 1887)
- Pentamera chiloensis (Ludwig, 1887)
- Pentamera citrea (Semper, 1867)
- Pentamera constricta (Ohshima, 1915)
- Pentamera dubia Cherbonnier, 1951
- Pentamera lissoplaca (Clark, 1924)
- Pentamera montereyensis Deichmann, 1938
- Pentamera obscura Cherbonnier, 1951
- Pentamera pediparva Lambert, 1998
- Pentamera populifera (Stimpson, 1864)
- Pentamera pseudocalcigera Deichmann, 1938
- Pentamera pseudopopulifera Deichmann, 1938
- Pentamera pulcherrima Ayres, 1852
- Pentamera rigida Lambert, 1998
- Pentamera trachyplaca (Clark, 1924)
- Pentamera zacae Deichmann, 1938